# 고종황제 하사 족자
고종황제 하사 족자는 서울특별시 서대문구, 연세대학교 의과대학 동은의학박물관에 있는 족자이다. 2016년 2월 11일 대한민국의 국가등록문화재 제656호로 지정되었다.

## 개요
19세기 말기에 정부(대한제국)가 고종의 주치의였던 에비슨(Oliver R. Avison)에게 하사한 족자이다.
족자 가운데 쓴 글은 ‘投良濟堯帝時巫咸(투양제요제시무함)’이다. 풀이하자면 ‘좋은 약을 지어주는 것이 요 임금 때의 무함이다.’ 라는 뜻이다. 특이한 점은 수급자 표시의 오른쪽과 가운데 쓴 글의 위쪽에 각각 ‘의비신 대인 각하’, ‘투량뎨요뎨시무함’과 같이 한글 음을 작은 글자로 병기해 놓았다는 점이다. 그리고 족자의 아래 부분에도 작은 글자로 한글 풀이를 적어 놓았다. 이것은 한자에 익숙하지 않은 서양인을 배려하여 적은 것으로 추정된다.
이 족자는 에비슨이 고종의 시의(侍醫)를 지냈던 사실을 확인할 수 있으며 국왕과 정부가 서양의술의 탁월함을 인정한 기록물인데다가 더욱이 에비슨의 후손들에 의해 기증된 환수문화재라는 사실에 의미가 있다.

## 같이 보기
- 올리버 R. 에이비슨

## 참고 자료
- 고종황제 하사 족자 - 국가유산청 국가유산포털